# Portál (nakladatelství)

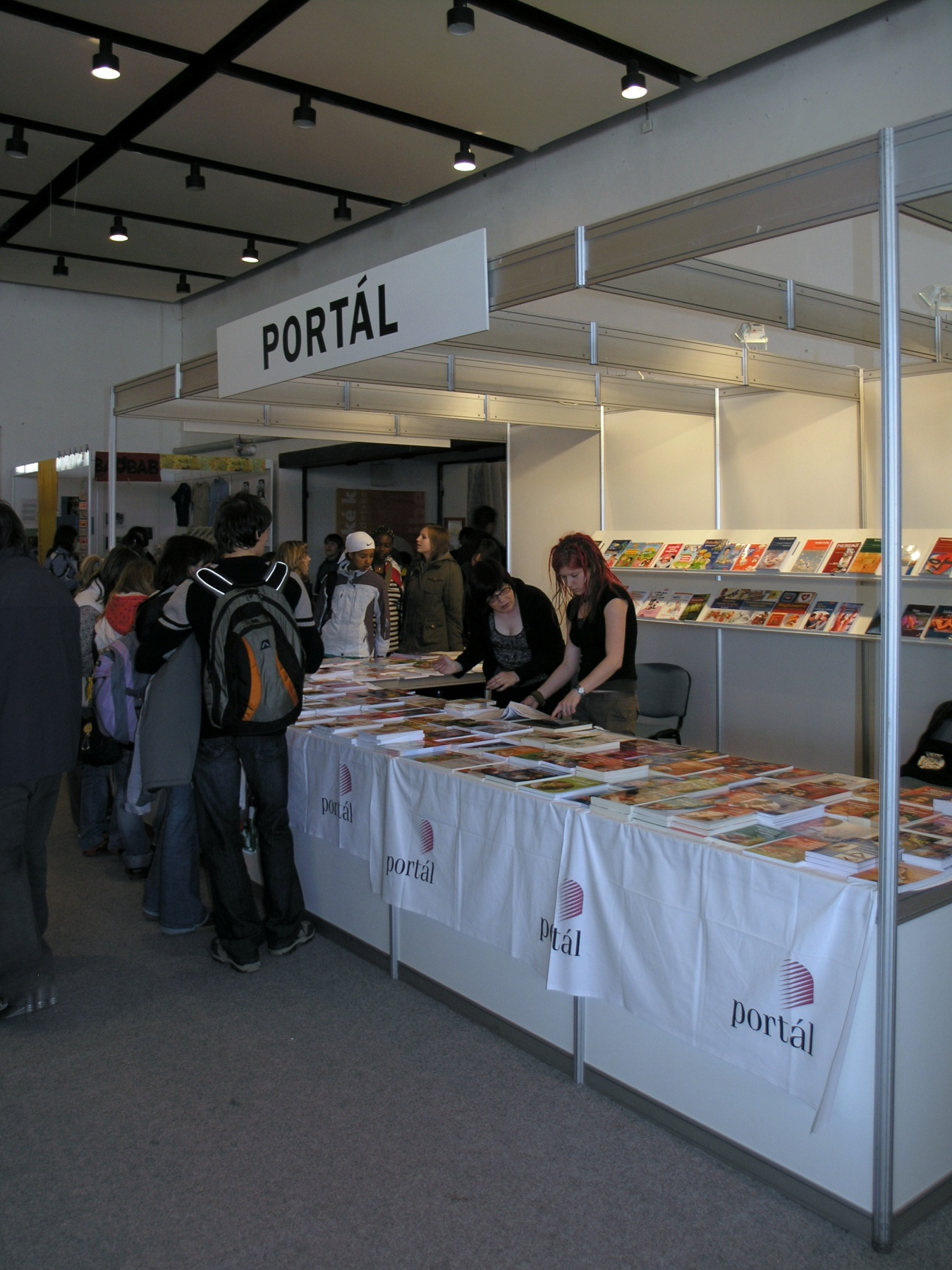
Výstavní stánek vydavatelství na Veletrhu dětské knihy 2008 v Liberci

PORTÁL, s. r. o. je české nakladatelství založené v roce 1993. Sídlí v Praze 8 Kobylisích, vlastníkem je Salesiánská provincie Praha, oblastní právnická osoba římskokatolické kongregace Salesiáni Dona Boska. Nakladatelství navázalo na samizdatovou činnost v oblasti křesťanské literatury, později se stalo jedním z nejvýznamnějších nakladatelství v oblasti pedagogiky a psychologie. Patří mezi dvacet největších nakladatelství v České republice s přibližně 100 nově vydanými tituly ročně.

## Historie
Vznik nakladatelství Portál je spojen s časopisem Anno Domini a se skupinou lidí, kteří se od roku 1987 v rámci salesiánské činnosti podíleli na vydávání jeho samizdatového předchůdce Čtení do krosny. Salesiánská provincie o zřízení Portálu rozhodla 16. března 1990. Nakladatelství vzniklo v říjnu 1990 jako hospodářské zařízení české Salesiánské provincie. V říjnu 1993 bylo transformováno na společnost s ručením omezeným, plně vlastněnou Salesiánskou provincií Praha. Původně nakladatelství sídlilo společně s nakladatelstvím Zvon ve Spálené ulici, ale již od r. 1991 sídlí nakladatelství v bývalém statku u jedné z hlavních křižovatek v centru pražských Kobylis, na rohu Zenklovy a Klapkovy ulice, který Salesiáni získali z dědictví po zesnulém statkáři Josefu Bohuslavovi. Prvních 15 let sídlilo nakladatelství v provizorních mobilních buňkách na dvoře statku, v roce 2005 byla postavena nová provozní budova. V současnosti (2021) je areál zcela rekonstruován s moderní budovou skladu a knihkupectvím.
Prvním jednatelem byl Jindřich Sirovátka a šéfredaktorem Jaroslav Schrötter. Roku 1998 se jednatelem stal Jaroslav Kuchař a nakladatelství se z malého podniku rodinného typu začalo přeměňovat ve strukturovanou tržní firmu. Od roku 2003 působil na postu šéfredaktora Zdeněk Jančařík, kterého v roce 2013 nahradil Martin Bedřich. Ten od 1. dubna 2017 zároveň zastává i funkci jednatele, ve které nahradil Jaroslava Kuchaře.
Knihy distribuuje nakladatelství v České i Slovenské republice v běžné knihkupecké síti. Vlastní prodejny má dvě v Praze (Klapkova 2 a Jindřišská 30). V letech 1999-2009 provozovalo nakladatelství i knihkupectví v Brně, později i Ostravě, Plzni a Českých Budějovicích.

## Knižní produkce
Do roku 2021 vydalo nakladatelství Portál přes 3000 titulů. V současnosti vydává kolem 100 novinek ročně.
Nakladatelství Portál se již od svých počátků specializuje na vydávání především pedagogické a psychologické literatury, které doplňuje zaměření na seberozvoj, moderní spiritualitu, výchovu a dětskou literaturu.
Významnými edičními řadami v oboru psychologie jsou edice Spektrum, v níž vychází moderní psychologické a psychoterapeutické příručky (v roce 2021 obsahoval řada přes 130 titulů), Klasici, ediční řada zaměřená na základní díla společenských věd, hlavně psychologie, pedagogiky a sociologie (v roce 2021 téměř 50 titulů), a Studium, zahrnující odborné a studijní monografie českých i zahraničních autorů.
Nakladatelství Portál se systematicky věnuje vydávání děl C. G. Junga, roku 2010 vydalo jeho monumentální Červenou knihu. České vydání bylo celosvětově třetí jazykovou mutací této zásadní Jungovy knihy. Dalšími hojně vydávanými autory jsou Sigmund Freud, Erich Fromm, Viktor E. Frankl, ze současných např. Heinz-Peter Röhr či Verena Kast.
Vydávání odborné psychologické literatury doplňuje psychologická beletrie (Irvin D. Yalom, Torey L. Hayden a další).
Výrazným segmentem produkce Portálu je literatura pro pedagogy, a to především pedagogy mateřských škol, včetně učebních pomůcek (pracovních listů).
Důležitým dílem knižní produkce nakladatelství je speciálněpedagogická literatura se zaměřením především odborné i populárně naučné publikace o poruchách autistického spektra, ADHD či logopedii.
Od r. 2012 se Portál výrazně zaměřuje i na dětskou literaturu, především pak pro děti předškolního věku. Na tomto poli spolupracuje s významnými českými autory (Daniela Krolupperová, Klára Smolíková, Zuzana Pospíšilová, Petr Horáček aj.), ale vydává i knihy renomovaných zahraničních autorů (Frida Nilsson, Timo Parvela, Tuttikki Tolonen).
Knihy pro pedagogy a dětskou literaturu doplňuje rovněž významná produkce knih zaměřených na rodiče a vychovatele.
Podstatnou část produkce nakladatelství Portál tvoří i spirituální literatura, nejen křesťanská (Bruno Ferrero, nejprodávanější autor Portálu vůbec, Guy Gilbert, Anselm Grün, Zdeněk Jančařík či Ladislav Heryán).
Od roku 2010 vydává Portál též elektronické knihy a audioknihy.

## Časopisy
V průběhu své historie vydával Portál šest různých časopisů. Tři z nich, Psychologie dnes, Informatorium 3-8 a Rodina a škola vydává i v současnosti (2021).
- Anno Domini, 1990–2003 – časopis pro mládež, pohled na křesťanství v dnešním světě. Prvních 5 čísel v roce 1990 vydalo nakladatelství Zvon, od roku 1991 přešel časopis pod Portál a jeho dosavadní šéfredaktor se stal ředitelem Portálu. V letech 2004–2008 na zaniklý časopis navázal AD speciál, který vycházel třikrát ročně a předplatitelům byl distribuován jako příloha časopisu Universum, vydávaného v Portále Českou křesťanskou akademií
- Informatorium 3-8 – měsíčník pro mateřské školy a školní družiny. Vychází od roku 1994.
- Moderní vyučování – vydávání převzal Portál v roce 1995, později však vydávání přešlo pod Aisis o. s.
- Děti a my – byl měsíčník pro moderní rodiče, rady a informace ze světa pedagogiky, psychologie i lékařství. Časopis převzal Portál v roce 1997, do roku 2002 vycházel jako čtvrtletník, do roku 2008 jako dvouměsíčník. Vydávání bylo ukončeno na konci roku 2012.
- Psychologie dnes – měsíčník. Původní časopis studentů psychologie Propsy převzal Portál v roce 1997.
- Rodina a škola – měsíčník určený rodičům a všem, kdo pracují s předškolními a školními dětmi. Vydávání časopisu s padesátiletou tradicí převzal Portál v roce 2005.

## Vzdělávací semináře
Od roku 2006 pořádá Portál ve svém areálu v Praze-Kobylisích i vzdělávací semináře především pro pedagogy mateřských škol, převážně s akreditací MŠMT.

## Ocenění
Knihy nakladatelství Portál získaly velké množství ocenění nebo nominací na ocenění (např. Zlatá stuha, Nejlepší knihy dětem, Ceny VVOZP, Cena Jaroslava Jirsy za nejlepší učebnici roku aj.)

## Významní autoři
- Psychologie, psychoterapie, pedagogika
  - Sigmund Freud
  - Carl Gustav Jung
  - Erich Fromm
  - Carl Ransom Rogers
  - Heinz-Peter Röhr
  - Verena Kast
  - Eric Berne
  - Irvin David Yalom
  - Torey Hayden
  - Jan Průcha
  - Zbyněk Vybíral
  - Zdeněk Matějček
  - Jiřina Prekopová
  - Karel Nešpor
- Duchovní literatura
  - Bruno Ferrero
  - Anselm Grün
  - Guy Gilbert
  - Ladislav Heryán
  - Zdeněk Jančařík
  - Angelika Pintířová
  - Josef Prokeš
- Dětská literatura
  - Frida Nilsson
  - Petr Horáček
  - Daniela Krolupperová
  - Zuzana Pospíšilová
  - Klára Smolíková

## Názorové zaměření
Portál sice je nakladatelství založené a vlastněné katolickou řeholní kongregací salesiánů, z této skutečnosti ale nevyplývá striktní vyhraněnost edičního zaměření. Portál nikdy nebyl konfesijním nakladatelstvím v tom smyslu, že by vydával pouze katolické knihy. Jeho odborná orientace umožnila už velmi záhy překročit hranice katolického, případně křesťanského prostředí, k němuž se původně obracel, a přispívat k rozvoji oborů, jimž se dlouhodobě věnuje. Hodnotový rámec, z něhož Portál čerpá a v jehož duchu vydává knihy, vychází z široce chápaných křesťanských a humanistických kořenů. Ideálem nakladatelství je povzbuzovat lidi a pomáhat jim, aby žili svobodnější, smysluplnější a naplněnější život.

### Kontroverze
Zejména v počátcích byla nicméně v produkci výrazně zastoupena literatura spojená s křesťanstvím, s důrazem na jeho moderní a liberální proudy. Nakladatelství vydávalo kontroverzní časopis AD a vydalo i knihu rozhovorů s Janem Konzalem, tajně vysvěceným ženatým biskupem, k němuž se biskupská konference nehlásí, s Václavem Malým, Tomášem Halíkem a dalšími typickými představiteli moderního křesťanství nebo např. s Ludmilou Javorovou, ženou vysvěcenou v období totality v podzemní církvi na kněze.
Příloha Katolického týdeníku Perspektivy č. 7/2000 zveřejnila nepodepsanou glosu, v níž se autor pozastavil nad tím, že církevní nakladatelství Portál vydalo knihu A nahoře nic… Ivana Štampacha, kterého vedení katolické církve považuje za exkomunikovaného, ačkoliv knihu podle Perspektiv napsal „zjevně z jiných pozic než křesťanských“, označil takový přístup nakladatelství za rozkladný a položil řečnickou otázku, „zda Portál ještě je katolickým nakladatelstvím“, když se ve své vydavatelské činnosti řídí normální podnikatelskou praxí. Zpravodaj Sdružení saleziánských spolupracovníků anonymně přetiskl jízlivý komentář převzatý z tiskového servisu ČBK, který konstatoval, že kostnický koncil by to neformuloval lépe a že knižní recenze v KT vskutku vycházejí z pobělohorských tradic jezuitského řádu, jehož členem je šéfredaktor Katolického týdeníku. Redakce zpravodaje se v dalším čísle od tohoto komentáře distancovala a omluvila se za neuvedení jeho zdroje.
Na druhou stranu naopak vydalo například knihy pro mládež o sexualitě, jejichž autorem je Henri Joyeux a které prezentují konzervativní katolický přístup například k masturbaci či homosexualitě a dle kritiků typické údajné stereotypy, například o rozdílech mezi chlapci a dívkami nebo o tom, že mladistvým nehrozí AIDS.